# Ad van Denderen
Ad van Denderen (Zeist, 7 oktober 1943) is een Nederlands documentaire-fotograaf. Hij publiceert onder meer in Geo, Stern, Vrij Nederland en The Independent.
Ad van Denderen is onder meer bekend vanwege zijn project Go No Go, waaraan hij in de jaren 80 begint en 15 jaar lang probeert om de Europese migratiegeschiedenis in beeld te brengen. Hij legde daarin de pogingen vast van illegalen, asielzoekers en immigranten, op zoek naar een beter bestaan in Europa. In 2001 won hij met die foto's de Dick Scherpenzeel Prijs. In 1990 won hij de Capi-Lux Alblas Prijs.

## Trivia
Van Denderen is getrouwd met de journaliste Margalith Kleijwegt.

## Werk in openbare collecties (selectie)
- Rijksmuseum Amsterdam[1]
- Prentenkabinet van de Universiteitsbibliotheek Leiden

- Bibliothèque nationale de France: cb16232610d (data)
- CiNii: DA1754849X
- Gemeinsame Normdatei: 124672000
- International Standard Name Identifier: 0000 0000 8403 0047
- Library of Congress Control Number: n92087880
- Nationale Bibliotheek van Israël: 987007260213905171
- Nederlandse Thesaurus van Auteursnamen: 089419782
- PIC: 313543
- Réseau des bibliothèques de Suisse occidentale: 02-A012372938
- RKD-Nederlands Instituut voor Kunstgeschiedenis: 21926
- Système universitaire de documentation: 074552988
- Union List of Artist Names: 500569990
- Virtual International Authority File: 97768777
- WorldCat: E39PBJhtbBXXwxVp6KXcvtCG73